# Juan Vicente Aliaga
Pour les articles homonymes, voir Aliaga et Aliaga (homonymie).
Juan Vicente Aliaga, né en 1959 à Valence (Espagne), est un critique d'art espagnol.
Il a beaucoup écrit sur l'art conceptuel contemporain ainsi que sur la théorie du genre et queer,. Dans son livre pionnier de 1997 Identidad y diferencia: sobre la cultura gay en España, co-écrit avec José Miguel G. Cortés, il a critiqué les stratégies assimilationnistes des principales associations LGBT+ en Espagne, plaidant plutôt pour une politique de la différence et la réappropriation d'insultes comme « marica » et « maricón », de la même manière que ce qui s'est passé avec « queer » dans les pays anglophones.

## Ouvrages
- Juan Vicente Aliaga et José Miguel G. Cortés, De amor y rabia: acerca del arte y el sida, Valencia, Direcció General de Promoció Cultural, Museus i Belles Arts, 1993 (ISBN 84-482-1609-1)
- Juan Vicente Aliaga et José Miguel G. Cortés, Identidad y diferencia: sobre la cultura gay en España, Barcelona, Egales, 1997 (ISBN 84-7721-222-8)
- Juan Vicente Aliaga, Bajo vientre: representaciones de la sexualidad en la cultura y el arte contemporáneos, Valencia, Direcció General de Promoció Cultural, Museus i Belles Arts, 1997 (ISBN 84-482-1609-1)
- Juan Vicente Aliaga, Arte y cuestiones de género: una travesía del siglo XX, San Sebastián, Nerea, 2004 (ISBN 84-89569-89-4)
- Juan Vicente Aliaga, Orden fálico: androcentrismo y violencia de género en las prácticas artísticas del siglo XX, Madrid, Akal, 2007 (ISBN 978-84-460-2279-4)
- Juan Vicente Aliaga et Patricia Mayayo Bost, Genealogías feministas en el arte español, Valladolid, Junta de Castilla y León, 2013 (ISBN 978-84-934916-6-6)